# Centre international Albert-Roussel
Het Centre international Albert-Roussel (Frans voor: Internationaal Albert Rousselcentrum) is een Franse organisatie opgericht in 1992 met het doel het  oeuvre van de componist Albert Roussel te promoten, en daarnaast het doel meer aandacht te geven aan andere 20e-eeuwse componisten die met Roussel zijn verbonden, bijvoorbeeld omdat ze door Roussel zijn beïnvloed en/of les van hem hebben gehad. Ook wil de stichting musici in het Noorderdepartement van Frankrijk en Frans-Vlaanderen steunen. Voorzitter is Damien Top. Jaarlijks wordt een festival georganiseerd.